# 理查·G·盧加爾號驅逐艦
理查·G·盧加爾號驅逐艦(DDG-136) (英語:USS Richard G. Lugar)  是一艘美國海軍計劃建造中的阿利·伯克級導彈驅逐艦。該艦將會是同級艦的第86艘。該艦將以前印第安納州參議員理查·盧加爾命名。理查·盧加爾曾在1957-1960年間於美國海軍服役。